# Polyphylla mescalerensis
Polyphylla mescalerensis är en skalbaggsart som beskrevs av Young 1988. Polyphylla mescalerensis ingår i släktet Polyphylla och familjen Melolonthidae. Inga underarter finns listade i Catalogue of Life.